# Kōichi Wajima
Kōichi Wajima (jap. 輪島 功一, eigentlich: 輪島 公一, beide Wajima Kōichi; * 21. April 1943 in Shibetsu, Hokkaidō, Japan) ist ein ehemaliger japanischer Boxer im Halbmittelgewicht und dreifacher WBA- sowie zweifacher WBC-Weltmeister.